# 大眼砂錐齒鯊
大眼砂錐齒鯊（學名：Odontaspis noronhai），是一種錐齒鯊，分佈於東大西洋及東太平洋中部600-1000米水深的大陸棚及島基台。雄性有3.6米長，雌性則有3.25米長。
大眼砂錐齒鯊的吻圓，眼睛很大及呈卵型，沒有瞬膜。身體均勻的呈褐色，除了胸鰭外，所有的鰭後都有黑邊。
牠們都是卵胎生的，胚胎以卵黃及其他卵子為食。